# Lucie Škrobáková
Lucie Škrobáková (República Checa, 4 de enero de 1982) es una atleta checa especializada en la prueba de 60 m vallas, en la que consiguió ser subcampeona europea en pista cubierta en 2009.

## Carrera deportiva
En el Campeonato Europeo de Atletismo en Pista Cubierta de 2009 ganó la medalla de plata en los 60 m vallas, con un tiempo de 7.94 segundos que fue récord nacional checo, tras la belga Eline Berings (oro con 7.92 segundos) y por delante de la irlandesa Derval O'Rourke (bronce con 7.97 segundos).